# Роке Жуниор
Жозе́ Ви́тор Ро́ке Жу́ниор (порт.-браз. José Vítor Roque Júnior; 31 августа 1976, Санта-Рита-ду-Сапукаи, Минас-Жерайс) — бразильский футболист, защитник.

## Карьера
Роке Жуниор начал карьеру в клубе «Сантарритенсе» из родного города Санта-Рита-ду-Сапукаи. Оттуда он перешёл в клуб «Сан-Жозе». В 1995 году Роке стал игроком «Палмейраса», где спустя год стал чемпионом штата; однако, большую часть времени футболист проводил на скамье запасных. С приходом на пост наставника команды Луиса Филипе Сколари, Жуниор постепенно стал игроком основного составка клуба, с которым он выиграл Кубок Бразилии, Кубок Меркосур, Кубок Либертадорес и турнир Рио-Сан-Паулу.
В 2000 году Роке Жуниорс перешёл в итальянский «Милан», подписав контракт на 4 года с заработной платой в 5,5 млн долларов за сезон. Первые два года футболист был твердым игроком основы «россонери», но летом 2002 года он получил травму, которая вывела его за пределы стартового состава клуба. В августе 2003 года футболист был отдан в аренду в английский «Лидс Юнайтед», но там часто совершал грубые ошибки и в конце концов сел на скамью запасных. В январе 2004 года бразилец был арендован «Сиеной», из-за того, что Лидс не мог платить футболисту заработную плату в 10 тыс. фунтов в неделю, но в новой команде футболист не смог проявить себя.
8 июля 2004 года защитник перешёл в немецкий клуб «Байер 04», который искал замену Лусио, покинувшему клуб. В этой команде футболист стал твердым игроком основы, составив бразильскую связку центральных защитников с Жуаном. И вновь ему помешала травма: в 2006 году он получил повреждение подколенного сухожилия и не играл почти год, а после возвращения потерял место в стартовом составе. В октябре 2007 года он подписал годичный контракт с «Дуйсбургом», но за клуб провёл лишь 4 встречи.
В 2008 году футболист перешёл в «Эр-Райян», где провёл лишь 3 игры, а затем вернулся на родину в «Палмейрас». Завершил карьеру футболист в клубе «Итуано» в 2010 году.

## Достижения

### Командные
- Чемпион мира: 2002
- Обладатель Кубка конфедераций ФИФА: 2005
- Чемпион штата Сан-Паулу: 1996
- Обладатель Кубка Бразилии: 1998
- Обладатель Кубка Либертадорес: 1999
- Чемпион турнира Рио — Сан-Паулу: 2000
- Победитель Лиги чемпионов УЕФА: 2003
- Обладатель Кубка Италии: 2003
- Обладатель Суперкубка УЕФА: 2003
- Naranja Cup of Valencia (Spain): 1997
- Maria Quiteria Cup: 1997
- Обладатель Кубка Меркосул: 1998

### Личные
- Обладатель «Серебряного мяча» (по версии журнала «Плакар»): 1999